# Penitenciarul-Spital Mioveni
Penitenciarul Mioveni este o unitate de detenție din Mioveni, județul Argeș. Directorul actual al unității este comisarul de poliție penitenciară Patric GHEBARU.

## Istoric
Penitenciarul Mioveni este situat la 15 km N-E de municipiul Pitești, reședința județului Argeș, în partea de sud a orașului Mioveni, lângă Uzina de Autoturisme Dacia – Renault, fiind amplasat pe o suprafață de 57.950 mp.
Prin Decretul lege nr. 225 din 16 iulie 1977 privind reorganizarea unităţilor de penitenciare, începând cu data de 31 iulie 1977, Penitenciarul Piteşti şi secţiile subordonate au fost desfiinţate, iar clădirile Penitenciarului au fost preluate de fosta Întreprindere Judeţeană de Gospodărie locală, pe baza unui proces verbal, iar clădirea Secţiei Colibaşi a fost folosită de Întreprinderea de Autoturisme Piteşti ca depozit central de piese auto.
La 1 aprilie 1980, pe fostul amplasament se înfiinţează Penitenciarul Colibaşi cu o capacitate de cazare de 800 persoane, din care 414 deţinuţi proveneau de la fostul Penitenciar Râmnicu-Vâlcea, repartizaţi în 4 secţii de deţinere.
În anul 1983, datorită condiţiilor climaterice benefice vindecării bolnavilor de tuberculoză, prin Ordinul Direcţiei Generale a Penitenciarelor se înfiinţează o secţie în cadrul penitenciarului pentru tratarea şi supravegherea acestora, fiind transferaţi de la unităţile din ţară un număr de 400 de bolnavi. 
La 30 septembrie 1987 se aflau în custodie 2.688 de persoane rămânând la 1 aprilie 1988 numai 219 persoane, ca urmare a aplicării Decretelor de graţiere şi amnistie nr. 255/1987, respectiv nr. 11/1988. 
Din toamna anului 1988 efectivul a început să crească, astfel că la 20 decembrie 1989 erau 1.123 deţinuţi din care 63 femei şi 7 minori, număr care se reduce la 15 februarie 1990, la 340 în urma aplicării Decretului de graţiere nr. 810/1990, însă, treptat, efectivele au crescut până la 1.025 în luna iulie 1990, întrucât unitatea devine penitenciar interjudeţean primind şi păstrând în custodie arestaţi preventiv şi condamnaţi din judetele Argeș, Vâlcea, Giurgiu şi Teleorman.

Penitenciarul Mioveni deserveşte instanţele aflate în judeţele Argeş şi Vâlcea
Pentru alinierea la standardele europene pentru penitenciare la care România este parte, în anul 1991, odată cu trecerea de la Ministerul de Interne la Ministerul Justiţiei, s-au luat măsuri de către noua conducere centrală în vederea începerii procesului de reformă penitenciară care vizează reglementări, construcţii, relaţii interumane, cooperarea cu societatea civilă, introducerea programelor de probaţiune având ca finalitate resocializarea şi o reintegrare socială eficientă a persoanelor care au suferit condamnări cu privare de libertate. 
În anul 1993, între Ministerul Justiţiei şi Patriarhia Romană – Cancelaria Sfântului Sinod, s-a încheiat un protocol cu privire la acordarea asistenţei religioase în unităţile subordonate Direcţiei Generale a Penitenciarelor, elaborându-se statutul preotului de penitenciar, iar unităţile fiind încadrate cu preoţi. 
În acest context, în octombrie 1997 în cadrul Penitenciarului Colibaşi începe construcţia unei biserici pentru persoanele aflate în custodie, lucrare care a fost finalizată în luna august 1998. Penitenciarul Colibaşi deserveşte instanţele aflate în judeţele Argeş şi Vâlcea.
În ideea folosirii activităţilor productive ca factor de resocializare şi reinserţie socială a deţinutilor, unitatea a căutat diferiţi beneficiari în vederea folosirii la muncă cu plată.
Regulile minime ale O.N.U. pentru tratamentul deţinuților, precum şi recomandările Consiliului Europei, exprimă ideea că fiecare aşezământ penitenciar are nevoie de personal cu o înaltă calificare. Aceştia trebuie să se ocupe zilnic de deţinuţi şi de necesităţile lor, de bună funcţionare a închisorii, a securităţii şi siguranţei şi să identifice şi să rezolve toate problemele.
Începând cu luna noiembrie 2016, Penitenciarul Colibasi a fost redenumit ca Penitenciarul Mioveni.

De asemenea, unitatea are în administrare o Gospodărie Agrozootehnică, situată în comuna Micești, județul Argeș, la o distanță de aproximativ 5 km de sediul penitenciarului, fiind amplasată pe o suprafață de 269.964 mp.

Misiune:
Penitenciarul Mioveni, ca unitate din componenţa Administraţiei Naţionale a Penitenciarelor şi, pe cale de consecinţă, parte a sistemului judiciar, îşi declară misiunea astfel: garantează respectarea drepturilor fundamentale ale individului în executarea pedepselor şi a măsurilor privative de libertate, asigură educaţia persoanelor private de libertate în vederea reintegrării şi a responsabilizării sociale a acestora, contribuie la creşterea siguranţei comunităţii prin crearea şi menţinerea unui mediu custodial sănătos de natură a pregăti persoanele private de libertate pentru reinserţia socială. 
Pentru îndeplinirea misiunii declarate, Penitenciarul Mioveni promovează următoarele valori: profesionalismul şi integritatea personalului, obiectivitatea şi corectitudinea, transparenţa în activitatea instituţiei, eficienţa şi eficacitatea în realizarea obiectivelor. 
În desfăşurarea activităţii, Penitenciarul Mioveni are în vedere: asumarea responsabilităţii şi a rolului social, respectul faţă de drepturile fundamentale ale individului şi demnitatea umană, respectarea valorilor sociale, potenţialul de reabilitare a persoanelor private de libertate, necesitatea diminuării efectelor negative ale privării de libertate.